# Sverigedemokratisk ungdom (1993)
Sverigedemokratisk Ungdom (SDU) var ett svenskt nationalistiskt ungdomsförbund som var aktivt från 1990-talet till sent 2010-tal, och under större delen av sin existens var knutet till Sverigedemokraterna.
SDU etablerades ursprungligen 1993, men lades ner av moderpartiet två år senare efter att förbundet tagit en nazistisk vändning. Officiellt räknade SDU sin historia från återetableringen 1998. En ny brytning mellan moderpartiet och ungdomsförbundet ägde rum år 2015, då en långdragen konflikt mellan Gustav Kasselstrands falang och den sverigedemokratiska partiledningen kulminerade i uteslutningen av flera ledande SDU:are ur partiet, och Sverigedemokraterna i stället bildade en ny ungdomsorganisation, Ungsvenskarna SDU. SDU var fortsatt aktivt som självständigt förbund fram till 2017, då förbundets ledarskikt grundade partiet Alternativ för Sverige.

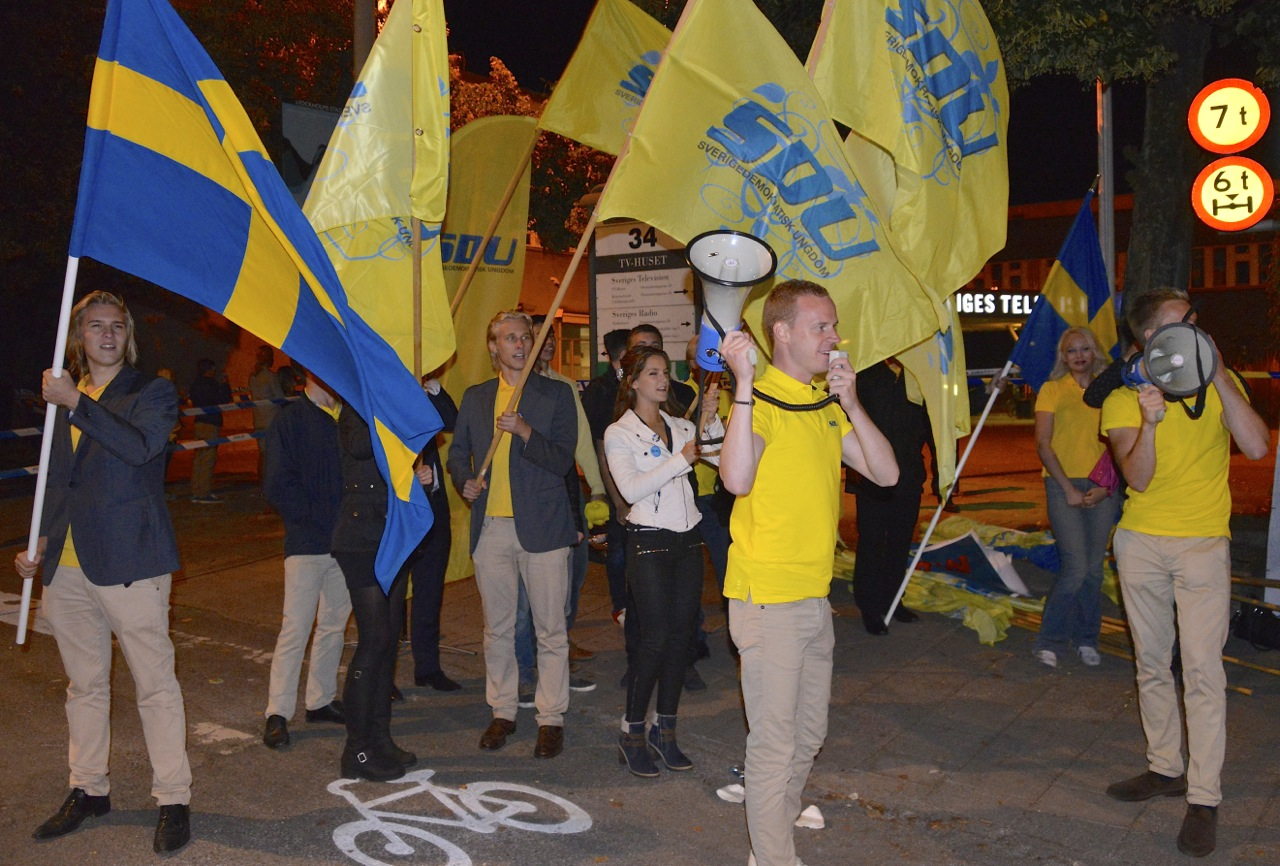
SDU utanför SVT under slutdebatten inför riksdagsvalet 2014.

## Historia

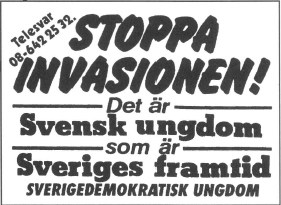
Klistermärke från SDU

Huvudartikel: Sverigedemokratisk Ungdoms historia

### 1990-talet
SDU bildades 1993, med det ursprungliga namnet Sverigedemokraternas Ungdomsförbund. Förbundets ordförande var Robert Vesterlund. Det ursprungliga SDU har beskrivits som en "plantskola för unga nazister", och enligt Expo var nästan hela ledningen för ungdomsförbundet dubbelorganiserade i den nynazistiska gruppen Stockholms Unga Nationalsocialister. 1995 lades SDU ner av moderpartiet, med motiveringen att "ideologiskt avvikande personer" tagit sig in på höga poster. Robert Vesterlund kom senare att lämna Sverigedemokraterna och startade i stället den nynazistiska internetpublikationen Info-14. Nationell Ungdom, som bildats som en ungdomsgrupp inom SDU, bröt sig ur organisationen för att bilda Svenska Motståndsrörelsen.
Efter nedläggningen av SDU integrerades ungdomsverksamheten under några år i själva partiet, med Jimmy Windeskog som ungdomsansvarig. SDU-Bulletinen blev en bilaga till SD-Bulletinen.  
SDU:s andra grundande ägde rum den 1 november 1998 när en grupp yngre sverigedemokrater samlades i Medborgarhuset i Stockholm. Under mötet antog man ett principprogram och delade in organisationen i fyra nationella distrikt. Till förbundsordförande valdes den tidigare ungdomsansvarige Jimmy Windeskog. Under tiden som ordförande tog Windeskog initiativ till startandet av SDU:s medlemstidning Demokraten. 

### 2000-talet
Vid rikskongressen 2000 avgick Jimmy Windeskog och ersattes av Jimmie Åkesson från Sölvesborg. År 2005 valdes Åkesson till ordförande i Sverigedemokraterna, och ersattes som förbundsordförande av Martin Kinnunen. 
År 2007 överlämnade Kinnunen ordförandeskapet till Erik Almqvist. Under Almqvists tid som ordförande bildades nya distrikt och lokalavdelningar, bland annat SDU Sjuhärad och SDU Gävleborg. SDU började även profilera sig som ett nationellt och värdekonservativt ungdomsförbund, bland annat genom att anta sidonamnet Ungsvenskarna och symbolen Engelbrektsbågen. Namnet och symbolen hade tidigare använts av Moderata ungdomsförbundet. SDU backade från användandet av Engelbrektsbågen efter att ledningen i MUF påbörjat en juridisk process emot SDU för brott mot upphovsrätten. Mellan 2008 och 2010 drev SDU även en community vid namn Ungsvensk, där de använde en snarlik symbol.
Hösten 2008 inledde SDU en kampanj mot "svenskfientlighet", med en rad torgmöten i diverse städer. Förbundet tvingades avbryta två torgmöten i Malmö på grund av ett stort antal motdemonstranter som överröstade deras tal. Även förbundets torgmöte i Stockholm i januari 2009 väckte medieuppmärksamhet efter stora motdemonstrationer.
2009 polisanmäldes fyra medlemmar i SDU, däribland dåvarande ordförande Erik Almqvist, för att ha stängt in en reporter från Sveriges Radio ombord på Estlandsfärjan M/S Victoria I. Reportern hade med dold mikrofon och kamera wallraffat inifrån organisationen sedan hösten 2008, men avslöjades ombord på färjan. Almqvist menade att de var rädda för att det var någon från AFA som var med för att dokumentera dem. I ett pressmeddelande kritiserade Jimmie Åkesson public service för att "smygfilma politiskt engagerade ungdomar i privata situationer." Utredningen mot personerna i SDU lades ner 2010.

### 2010-talet
2010 tog William Petzäll över som ordförande i förbundet, men lämnade sitt uppdrag redan under den följande våren efter att ha omhändertagits av polis för fylleri.
Efter Petzälls avgång tog Gustav Kasselstrand över som tillförordnad ordförande, för att senare väljas formellt till ordförande vid förbundskongressen 2011. Kasselstrand och hans falang beskrevs som mer etnonationalistisk än moderpartiet, och under hans tid som förbundsordförande ökade sprickan mellan SDU och Sverigedemokraterna.
Efter att Kasselstrand tillsammans med vice ordförande William Hahne tagit ställning för ett erkännande av Palestina avskedades han 2012 från sin post som politisk sekreterare vid riksdagen. Samma år uttalade Kasselstrand och Hahne sitt stöd för de uteslutna sverigedemokraterna Erik Almqvist och Patrik Ehn. Vid partiets kongress 2012 utmanades Kasselstrand om ordförandeskapet av Paula Bieler, som beskrevs som närstående partiledningen. Bieler anklagade SDU-ledningen för toppstyre och fick stöd av bland annat Chang Frick, dåvarande ledare för distriktet SDU Syd. Bieler förlorade valet med 10 röster mot Kasselstrands 39.
Vid förbundets kongress 2014 utmandes Kasselstrand återigen om ordförandeskapet av Henrik Vinge, som beskrevs som närstående partiledningen. Bland de som föreslogs ingå i den alternativa styrelsen ingick bland andra Jeff Ahl, som kandiderade till posten som vice ordförande, samt riksdagsledamöterna Cassandra Sundin och Angelika Bengtsson. Kasselstrand valdes om med 31 röster mot Henrik Vinges 25.

### Splittring och nedläggning
Konflikten mellan förbundet och moderpartiet nådde sin kulmen under våren 2015, då Kasselstrand och Hahne uteslöts ur Sverigedemokraterna. Uteslutningarna motiverades av partiledningen med att de haft samröre med den fascistiska organisationen Nordisk Ungdom. Kasselstrand och Hahne valde att stanna kvar på sina poster inom ungdomsförbundet fram till nästa förbundskongress i september 2015. Vid kongressen representerades Hahnes och Kasselstrands falang av Jessica Ohlson, som föreslogs som ny ordförande för SDU. Partistyrelsen lyfte fram Tobias Andersson som kandidat. Ohlson vann omröstningen med 44 röster mot Anderssons 38.
Strax efter valet av Ohlson valde Sverigedemokraterna att bryta allt samarbete med SDU, och Ohlson och övriga medlemmar i förbundsstyrelsen uteslöts ur partiet. Ohlson hotade med att stämma partiet för brott mot de egna stadgarna, och krävde tillsammans med Kasselstrand och Hahne att Jimmie Åkesson och partiledningen skulle avgå. 1 oktober bildade Sverigedemokraterna ett nytt ungdomsförbund under namnet Ungsvenskarna SDU, där Tobias Andersson blev ordförande.
Efter splittringen existerade Sverigedemokratisk ungdom fristående från SD under en kort period. Bland annat deltog förbundet i Almedalsveckan 2016, och i augusti samma år lämnade förbundet in en stämningsansökan till Stockholms tingsrätt där man yrkande på att Sverigedemokraterna skulle lämna tillbaka domänen sdu.nu. Förbundet höll ett årsmöte i september 2016.

### Ny partibildning
Huvudartikel: Alternativ för Sverige
I februari 2017 registrerades partinamnet Alternativ för Sverige hos Valmyndigheten av William Hahne. Partiet lanserades formellt den 5 mars 2018, med Gustav Kasselstrand som partiledare och Jessica Ohlson som partisekreterare. Efter lanseringen valde de sverigedemokratiska riksdagsledamöterna Olle Felten, Jeff Ahl och Mikael Jansson att i stället ansluta sig till Alternativ för Sverige.

## Förbundsordförande
| Period    | Namn                | Stad       |
| --------- | ------------------- | ---------- |
| 1993–1994 | Robert Vesterlund   | Stockholm  |
| 1998–2000 | Jimmy Windeskog     | Borlänge   |
| 2000–2005 | Jimmie Åkesson      | Sölvesborg |
| 2005–2007 | Martin Kinnunen     | Stockholm  |
| 2007–2010 | Erik Almqvist       | Lund       |
| 2010–2011 | William Petzäll     | Borås      |
| 2011–2015 | Gustav Kasselstrand | Göteborg   |
| 2015–2017 | Jessica Ohlson      | Uppsala    |

## Ideologi
Nationalismen var en central del av förbundets ideologi. Man belyste sammanhållning, samförstånd och trygghet som man menar är grunden för den nationella gemenskapen och hållbarheten. Man framhöll även den svenska identiteten som en fundamental del av hållbart samhällsbyggande; man ville värna om svenskheten och de svenska traditionerna.
Inom ramen för nationalismen framhöll man den nationalistiska principen som utgångspunkt för allt samhällsbyggande. Man menade att nationalstaten är den optimala statsbildningen och att världen i teorin bör bestå av nationalstater. 
Socialkonservatismen var en annan mycket viktig del av förbundets ideologi. Man ansåg att samhället ska byggas kring välbeprövade koncept. På detta sätt kommer samhället utvecklas organiskt och i ett tempo som gynnar samhället bäst.

## Verksamhet

### Publikationer
SDU:s medlemstidning hette Demokraten. Tidigare hade även medlemstidningarna SDU-Bulletinen och Ung Front givits ut. Ung Front utgavs med sex nummer årligen mellan 1993 och 1997 och ersattes vid sin nedläggning av SDU-Bulletinen.

### Kampanjer
SDU har bedrivit flera kampanjer, bland annat "Rör inte min mormor" 2003, "Vägra kallas rasist" 2004, "Vi tar ingen skit" 2010, “Värna friheten – motverka islamisering” 2010, “Nu handlar det om vårt land” 2010, “Vi är också ett folk – stoppa svenskfientligheten” 2011, "Stolt svensk" 2012 och "Världens bästa djurskydd" 2013.

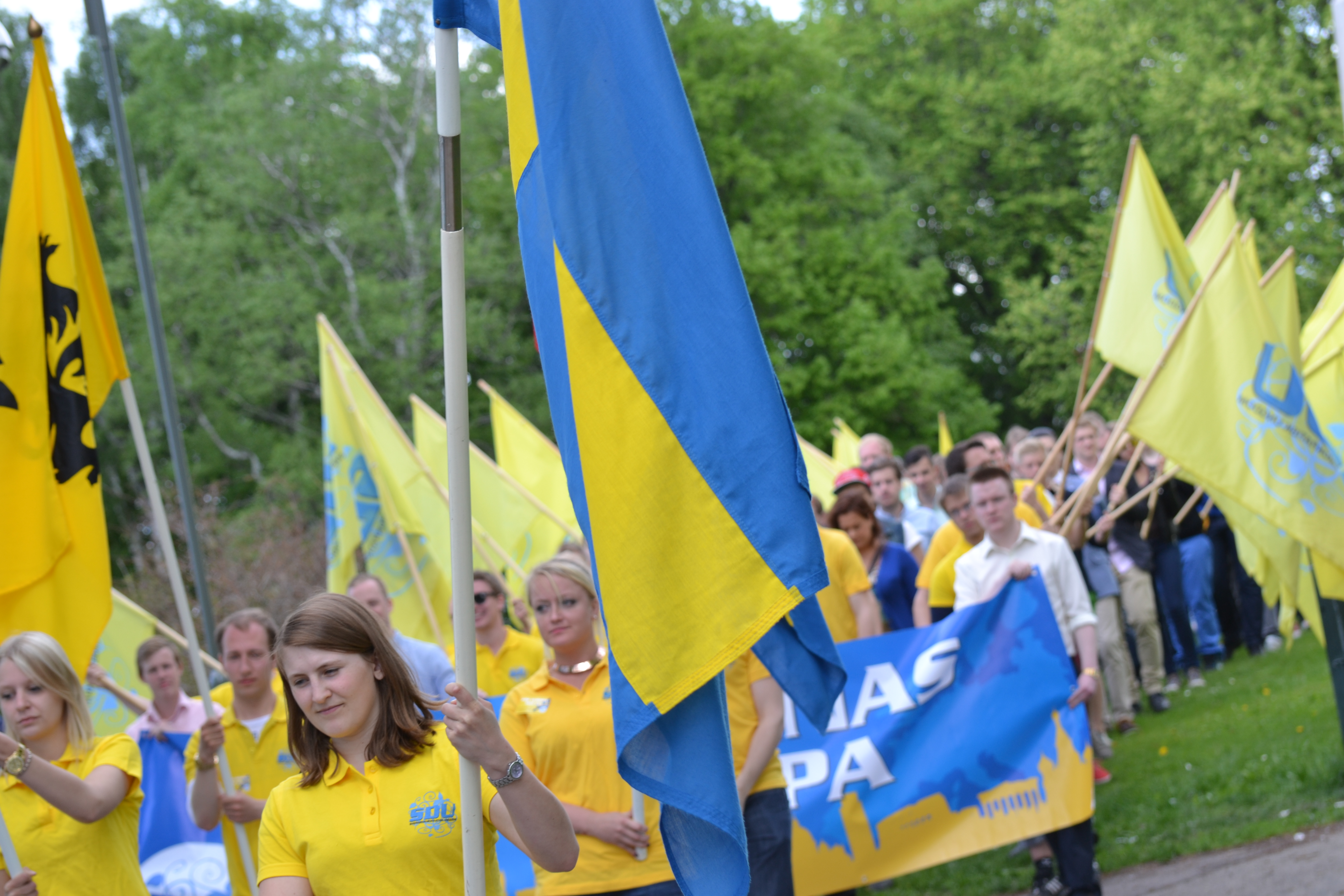
SDU demonstrerar i Linköping 2013.

2011 genomförde SDU en demonstration med ungefär hundra deltagare på Avenyn i Göteborg. Ett stort polisuppbåd ledsagade demonstrationståget hela vägen på grund av kraftiga motdemonstrationer där föremål kastades mot demonstrationståget. Vid demonstrationen hölls tal av Gustav Kasselstrand, riksdagsledamoten Erik Almqvist och gäster inbjudna från Italien. I juni genomförde man även en demonstration i Uppsala till följd av att två SDU-medlemmar blivit misshandlade under en flygbladsutdelning i Uppsala. I oktober samma år anordnades SDU:s största demonstration i Malmö.
I mars 2012 ansökte SDU om Migrationsverkets projektstöd för frivillig återvandring.  Man ansökte om en summa på 100 000 kr för projektet ”Borta bra men hemma bäst”. För dessa pengar skulle man ta fram 10 000 goodiebags fyllda med informationsflyers med information på olika språk. Enligt SDU syftade projektet till att informera om, och uppmuntra till, återvandring. Materialet skulle delas ut till personer med permanent uppehållstillstånd som nolltaxerat de senaste tio åren. MUF:s och SSU:s förbundsordförande, Erik Bengtzboe och Gabriel Wikström, gick tillsammans ut i en debattartikel på DN och kallade projektet för ett ”smaklöst initiativ från SDU”.

### Internationella samarbeten
Från 2011 ökade SDU sitt internationella utbyte med andra nationalistiska ungdomsförbund I Europa. Bland annat har man bedrivit samarbete med italienska La Destra, österrikiska Ring Freiheitlicher Jugend, danska Dansk Folkeparti och belgiska Vlaams Belang Jongeren. Under våren 2013 inledde SDU ett samarbete med franska Front Nationals ungdomsförbund, och bjudit in organisationen till Almedalsveckan för ett gemensamt seminarium.

### Avslag av Ungdomsstyrelsen
2014 fick SDU för tredje gången i rad avslag av Ungdomsstyrelsen på sin ansökan om statsbidrag till ungdomsförbundets verksamhet. Beslutet motiverades med att förbundets medlemsföreningar inte antagit sina stadgar i demokratisk ordning.
För verksamhetsåret 2015 beviljades SDU efter flera rättsprocesser, demonstrationer och kampanjande till slut 1,3 miljoner kronor av MUCF.

## Organisation
SDU var uppdelat i sjutton olika distrikt.
Förbundet var öppet för personer mellan 13 och 29 år, och angav som sitt syfte att "verka för sverigedemokratins tillväxt", att "stärka den svenska identiteten" och att "öka intresset för svensk historia och kultur".

### Medlemsantal
| År   | Antal |
| ---- | ----- |
| 2011 | 2 288 |
| 2012 | 3 307 |
| 2013 | 3 504 |
| 2014 | 5 054 |
| 2015 | 4 561 |